# Hypocala tryphaenina
Hypocala tryphaenina är en fjärilsart som beskrevs av Felder 1874. Hypocala tryphaenina ingår i släktet Hypocala och familjen nattflyn. Inga underarter finns listade i Catalogue of Life.